# گوریچ
گوریچ (به صربی: Gorić) یک روستا در صربستان است که در والیفو واقع شده‌است. گوریچ ۴۹۱ نفر جمعیت دارد.